# Berk Oktay
Berk Oktay (* 28. Oktober 1982 in Ankara) ist ein türkischer Schauspieler und Model.

## Leben und Karriere
Oktay wurde am 28. Oktober 1982 in Ankara geboren. Sein Debüt gab er 2007 in der Fernsehserie Tatlı Bela Fadime. Danach spielte er in Akasya Durağı mit. Außerdem bekam er die Hauptrolle in der Serie Arka Sokaklar. Unter anderem war er in Benim Hala Umudum Var zu sehen. 2016 heiratete er Merve Şarapçıoğlu. Wegen Gewaltvorwürfen gegen dem Ehemann ließ sich das Paar 2020 scheiden. Zwischen 2020 und 2022 spielt er in Yasak Elma die Hauptrolle. Seit 2022 ist er mit der türkischen Schauspielerin Yıldız Çağrı Atiksoy verheiratet.

## Filmografie
Serien
- 2007–2008: Tatlı Bela Fadime
- 2008–2009: Akasya Durağı
- 2009–2012: Arka Sokaklar
- 2012–2013: Alev Alev
- 2013–2014: Benim Hala Umudum Var
- 2014: Aşktan Kaçılmaz
- 2015–2016: İlişki Durumu: Karışık
- 2016: İlişki Durumu: Evli
- 2017–2020: Savaşçı
- 2020–2022: Yasak Elma
- seit 2022: Bir Küçük Gün Işığı